# Dwight Yoakam
Dwight David Yoakam (Pikeville, Kentucky, 23 de Outubro de 1956) é um cantor, ator e cineasta norte-americano que fez várias canções da música country e filmes tais como: 
- A Thousand Miles from Nowhere (This Time) (1993)
- Na Corda Bamba (Sling Blade) (1996)
- Longe do Céu Perto do Inferno (South of Heaven West of Hell) (2000)
- O Quarto do Pânico (Panic Room) (2002)
- Divisão de Homicídios (Hollywood Homicide) (2003)
- 3 Caminhos (3-Way) (2004)
- Os Três Enterros de um Homem (The Three Burials of Melquiades Estrada) (2005)
- Crank - Veneno no Sangue (Crank) (2006)
- Bandidas (Bandidas) (2006)
- Uns Sogros de Fugir (Four Christmases) (2008)
- Crank 2: Alta Voltagem (Crank: High Voltage) (2009)
- Série de TV "Under the Dome" (2ª Temporada) (2013)